# How To Wait
How To Wait é o segundo e último EP da banda Bunnyranch depois de Teach Us Lord para completar o álbum Teach Us Lord... How To Wait.

## Faixas
1. Everyday is a bless
2. It´s good
3. Under the bed
4. With you?
5. Can´t take it

## Ligações Externas
- Site Oficial da banda
- Myspace da banda